# Flavio Di Muro
Flavio Di Muro (Torino, 8 ottobre 1986) è un politico italiano, dal 29 maggio 2023 sindaco di Ventimiglia ed è stato deputato alla Camera dal 23 marzo 2018 al 12 ottobre 2022 per la Lega per Salvini premier.

## Biografia
Nato a Torino ma residente a Ventimiglia (Imperia), si laurea in giurisprudenza all'Università degli Studi di Genova presso la sede di Imperia nel 2009, specializzandosi successivamente nei corsi di scienze legislative e di management in diritto pubblico.

## Attività politica
Da giugno 2015 ad aprile 2018 è stato capo di gabinetto dell'assessore allo sviluppo economico e all'imprenditoria della Regione Liguria Edoardo Rixi.

### Elezione a deputato
Alle elezioni politiche del 2018 viene candidato alla Camera dei deputati, nelle liste della Lega per Salvini Premier nel collegio plurinominale Liguria - 01, venendo eletto deputato. Nella XVIII legislatura della Repubblica è stato membro della 2ª Commissione Giustizia, di cui ha ricoperto l'incarico di segretario, del Comitato parlamentare di controllo sull'attuazione dell'accordo di Schengen, di vigilanza sull'attività di Europol, di controllo e di vigilanza in materia di immigrazione, della 14ª Commissione Politiche dell'Unione europea, in sostituzione del sottosegretario alla giustizia Jacopo Morrone, e della 1ª Commissione Affari Costituzionali, della Presidenza del Consiglio e interni, in sostituzione del sottosegretario agli interni Nicola Molteni, ed è stato ad ottobre 2018 relatore del Decreto Genova per l’emergenza causata dal crollo del viadotto Polcevera. 
Il 22 novembre 2019 diventa commissario provinciale della Lega ad Imperia. 
Alle elezioni politiche anticipate del 2022 viene ricandidato alla Camera, nelle liste della Lega nel collegio plurinominale Liguria - 01 in terza posizione, risultando tuttavia il primo dei non eletti. Dopo la mancata rielezione diventa capo della segreteria del viceministro delle infrastrutture e dei trasporti nel governo Meloni Edoardo Rixi.

### Sindaco di Ventimiglia
Alle elezioni comunali in Liguria del 2023 si candida come sindaco di Ventimiglia, sostenuto dalla coalizione di centro-destra formata da Lega, Forza Italia, Fratelli d'Italia, Unione di Centro-Verde è Popolare e la lista civica Torna grande Ventimiglia, raccogliendo il 37,99% dei voti al primo turno e accedendo al ballottaggio con il candidato di centro-sinistra Gabriele Sismondini (28,9%). Al ballottaggio Di Muro, ottenuto nel frattempo l'appoggio della lista Frontalieri di Roberto Parodi (che al primo turno aveva preso il 7%), viene eletto sindaco con il 56,19% contro il 43,81% di Sismondini.

## Controversie
Il 28 novembre 2019 Di Muro, nell'aula della Camera, durante la votazione del decreto-legge sulla ricostruzione delle zone colpite dai terremoti del Centro Italia del 2016-2017 ha chiesto la parola per chiedere la mano della sua compagna Elisa De Leo, presente in quel momento in tribuna, mostrando l'anello di fidanzamento, tra gli applausi di molti parlamentari. Il gesto viene però stigmatizzato dal presidente della Camera Roberto Fico. Successivamente il Corriere della Sera ha rivelato che la proposta era finta, essendo le nozze già programmate da tempo.